# Miklós Barabás
Vista da sepultura.
Miklós Barabás (Markersdorf, 10 de fevereiro de 1810 – Budapeste, 12 de fevereiro de 1898) foi um pintor húngaro. Ele é mais conhecido por suas pinturas de retratos, incluindo um famoso retrato do jovem Franz Liszt, feito em 1847, e um retrato de 1853 do imperador Franz Joseph I.